# S&M (album)
S&M je deváté album skupiny Metallica, které bylo nahráno naživo během dvou vystoupení 21. a 22. dubna 1999 se „San Francisco Symphony“. Setlist obsahuje skladby od alba Ride the Lightning až po ReLoad, jako i dvě nové skladby: " – Human" a "No Leaf Clover". Skladba "− Human" ("Minus Human") nebyla hraná nikdy bez orchestru, ale "No Leaf Clover" je skupinou běžně hrána na koncertech s orchestrálním intrem puštěným z pásky.
Skladatel Michael Kamen složil kompletní symfonické aranžmá.
Název alba je vlastně hra se slovy. "S" jako "symfonický„ je vytvořeno z převráceného houslového klíče a “M" jako "Metallica" je vytvořeno z původního loga kapely. S&M je i známá zkratka pro sadismus a masochismus. Někteří fanoušci si myslí, že název alba může být i pocta skladbě s takovým názvem od kapely Thin Lizzy, jedné z těch, které Metallicu ovlivnili.
Během koncertu James přeměňuje skladbu "Of Wolf And Man" na "Of Wolfgang And Man" jako odkaz na Wolfganga Amadea Mozarta.

## Seznam skladeb

### CD 1
1. "The Ecstasy of Gold" (Morricone) (složil Ennio Morricone jako soundtrack pro The Good, the Bad and the Ugly) – 2:30
2. "The Call of the Ktulu" (Hetfield, Ulrich, Burton, Mustaine) (originální verze na albu Ride the Lightning) – 9:34
3. "Master of Puppets" (Hetfield, Ulrich, Burton, Hammett) (originální verze na albu Master of Puppets) – 8:54
4. "Of Wolf and Man" (Hetfield, Ulrich, Hammett) (originální verze na albu Metallica ) – 4:18
5. "The Thing That Should Not Be" (Hetfield, Ulrich, Hammett) (originální verze na albu Master of Puppets ) – 7:26
6. "Fuel" (Hetfield, Ulrich, Hammett) (originální verze na albu ReLoad ) – 4:35
7. "The Memory Remains" (Hetfield, Ulrich) (originální verze na albu ReLoad ) – 4:42
8. "No Leaf Clover" (Hetfield, Ulrich) (předtím nevydáno) – 5:43 (videoklip)
9. "Hero of the Day" (Hetfield, Ulrich, Hammett) (originální verze na albu Load album) – 4:44
10. "Devil's Dance" (Hetfield, Ulrich) (originální verze na albu ReLoad ) – 5:26
11. "Bleeding Me" (Hetfield, Ulrich, Hammett) (originální verze na albu Load ) – 9:01

### CD 2
1. "Nothing Else Matters" (Hetfield, Ulrich) (originální verze na albu Metallica ) – 6:47
2. "Until It Sleeps" (Hetfield, Ulrich) (originální verze na albu Load ) – 4:29
3. "For Whom the Bell Tolls" (Hetfield, Ulrich, Burton) (ooriginální verze na albu Ride the Lightning ) – 4:52
4. "−Human" (Hetfield, Ulrich) (předtím nevydáno) – 4:19
5. "Wherever I May Roam" (Hetfield, Ulrich) (originální verze na albu Metallica ) – 7:01
6. "Outlaw Torn" (Hetfield, Ulrich) (originální verze na albu Load ) – 9:58
7. "Sad But True" (Hetfield, Ulrich) (originální verze na albu Metallica ) – 5:46
8. "One" (Hetfield, Ulrich) (originální verze na albu ...And Justice for All) – 7:53
9. "Enter Sandman" (Hetfield, Ulrich, Hammett) (originální verze na albu Metallica ) – 7:39
10. "Battery" (Hetfield, Ulrich) (originální verze na albu Master of Puppets) – 7:24

## DVD/VHS
Metallica koncert nahrála na video a vydala ho jako DVD a VHS. Video bylo režírované Waynem Ishamem. VHS verze obsahuje jen video koncertu, čímž dvou-DVD má 5.1 zvuk, 41 minutový dokument o koncertu, dva hudební klipy No Leaf Clover; "Cut & Slice" verzi a "Maestro Edit."

DVD také obsahuje čtyři skladby nahrané z více uhlů, při kterých se dá vidět na každého člena kapely samostatně (Of Wolf And Man, Fuel, Sad But True a Enter Sandman).

## Sestava
Metallica
- James Hetfield – zpěv, kytara
- Kirk Hammett – kytara
- Lars Ulrich – bicí
- Jason Newsted – basová kytara

San Francisco Symphony
- dirigent – Michael Kamen
- lesní roh – Eric Achen, Joshua Garrett, Douglas Hull, Jonathan Ring, Bruce Roberts, Robert Ward, James Smelser
- violoncello –David Teie (vedúci), Richard Andaya, Barara Bogatin, Jill Rachuy Brindel, David Goldblatt
- housle – Jeremy Constant (vedoucí prvních houslí), Daniel Banner, Enrique Bocedi Paul Brancato, Catherine Down, Bruce Freifeld, Connie Gantsweg, Michael Gerling, Frances Jeffrey, Judiyaba, Yukiko Kamei, Naomi Kazama, Kum Mo Kim, Yasuko Hattori, Melissa Kleinbart, Chumming Mo Kobialka, Daniel Kobialka, Rudolph Kremer, Kelly Leon-Pearce, Diane Nicholeris, Florin Parvulescu, Anne Pinsker, Victor Romasevich, Philip Santos, Peter Shelton
- trubka – Chris Bogios, Glenn Fischthal, Andrew McCandless, Craig Morris
- fagot – Steven Braunstein, Stephen Paulson, Rob Weir
- basa – Charles Chandler, Laurence Epstein, Chris Gilbert, William Ritchen, Stephen Tramontozzi, S. Mark Wright
- perkuse – Anthony J. Cirone, Ray Froelich, Thomas Hemphill, Artie Storch
- viola – Don Ehrlich, Gina Feinauer, David Gaudry, Christina King, Yun Jie Liu, Seth Mausner, Nanci Severance, Geraldine Walther
- trombón – John Engelkes, Tom Hornig, Paul Welcomer, Jeff Budin
- hoboj – Julie Ann Giacobassi, Eugene Izotov, Pamela Smith
- tympány – David Herbert
- flétna – Linda Lukas, Catherine Payne, Paul Renzi
- klarinet – Sheryl Renk, Anthony Striplen, Luis Beez
- harfa – Douglas Rioth
- klavír – Marc Shapiro
- tuba – Peter Wahrhaftig

## Umístění

### Album
| Rok  | žebříček            | Pozice |
| ---- | ------------------- | ------ |
| 1999 | The Billboard 200   | 2      |
| 1999 | Top Canadian Albums | 4      |
| 1999 | Top Internet Albums | 1      |
| 2000 | The Billboard 200   | 182    |
| 2000 | Top Internet Albums | 3      |

### Singly
| Rok  | Singl            | Žebříček               | Pozice |
| ---- | ---------------- | ---------------------- | ------ |
| 1999 | "No Leaf Clover" | Mainstream Rock Tracks | 1      |
| 1999 | "No Leaf Clover" | Modern Rock Tracks     | 18     |
| 2000 | "No Leaf Clover" | The Billboard Hot 100  | 74     |

## Ocenění

### Grammy
| Rok  | Vítěz               | Kategorie                          |
| ---- | ------------------- | ---------------------------------- |
| 2001 | "The Call of Ktulu" | Best Rock Instrumental Performance |